# Anorak

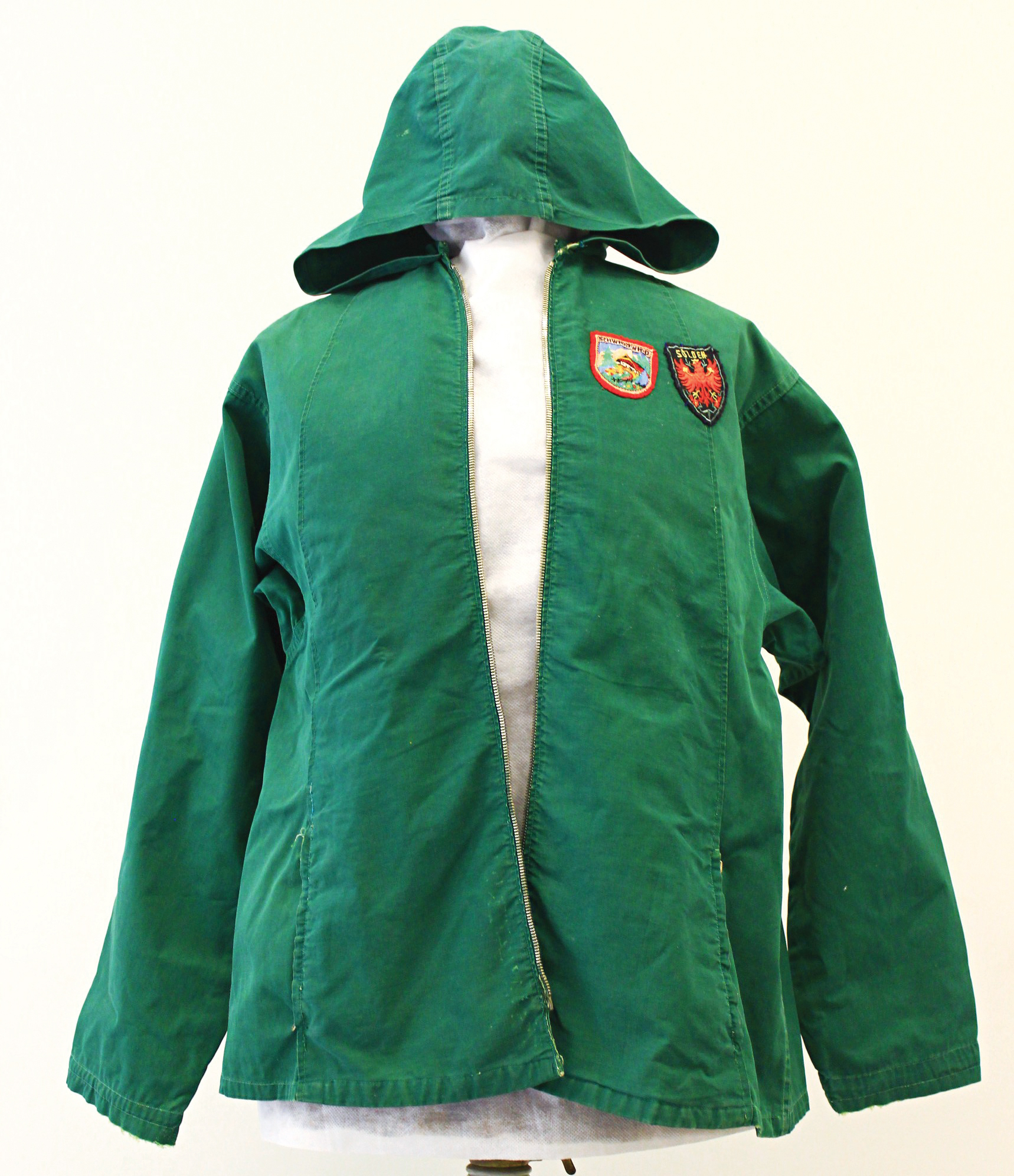

Anorak ou anoraque é uma jaqueta impermeável com capuz, que geralmente costuma ter comprimento na cintura ou pouco abaixo dela. Possui vários cordões de ajuste no cós, nas mangas e no capuz. Os anoraks eram usados pelos inuítes da Groenlândia para se protegerem do frio. Assemelha-se à parca, mas é mais leve que esta.